# ჸ
Das Elifi (ჸ) ist ein Buchstabe des georgischen Alphabets, der heute nur noch im Mingrelischen und Swanischen verwendet wird. Der Buchstabe stellt den Verschlusslaut [⁠ʔ⁠] dar.
Im historischen Chutsuri-Alphabet gab es kein Pendant für das Elifi. Daher existiert auch kein entsprechender Großbuchstabe.
Es war keinem Zahlenwert zugeordnet.

## Zeichenkodierung
Das Elifi ist in Unicode am Codepunkt U+10F8 zu finden.